# Синтетичний поверхнево-активний додаток
Синтетичний поверхнево-активний додаток — водний розчин суміші натрієвих солей вищих, жирних та алкілнафтенових кислот, водорозчинних кислот та речовин, які не омилюються, з вмістом сухих речовин не менше 40 %; застосовується як пластифікатор; під час приготування розчину піниться; використовується за температур 100 °С (ТУ-38-101253-73 «Синтетичний поверхнево-активний додаток СПД до бетонів та будівельних розчинів»); постачається в залізничних цистернах і повинен зберігатися в ємностях, захищених від попадання опадів, за температури не нижче точки замерзання продукту; гарантійний термін зберігання 2 роки.